# Campeonato Esloveno de Futebol de 2016-17
O Campeonato Esloveno de Futebol de 2016-17, oficialmente em Língua eslovena e por questões de patrocínio "Telekom Slovenije Liga 16/17", (organizado pela Associação de Futebol da Eslovênia) foi a 26º edição do campeonato do futebol de Eslovênia. Os clubes jogavam em turno e returno - duas vezes. O campeão se classificava para a Liga dos Campeões da UEFA de 2017–18 e o vice e o terceiro se classificavam para a Liga Europa da UEFA de 2017–18. O último colocado era rebaixado para o Campeonato Esloveno de Futebol de 2017-18 - Segunda Divisão. O penúltimo jogava playoffs com o vice campeão do ascenso.

## Participantes
| Equipe      | Cidade      | Região            | No ano anterior                                                         | Estádio                     | Capacidade | Títulos | Participações |
| ----------- | ----------- | ----------------- | ----------------------------------------------------------------------- | --------------------------- | ---------- | --- | ------------- |
| Celje       | Celje       | Savinjska         | Quinto Lugar                                                            | Estádio Z'dežele            | 13.059     | 0 (não possui) | 26            |
| Gorica      | Nova Gorica | Goriška           | Quarto Lugar                                                            | Parque Desportivo Gorica    | 3.066      | 4 (1995-96, 2003-04, 2004-05, 2005-06)                                                                                     | 26            |
| Maribor     | Maribor     | Podravska         | Vice Campeão                                                            | Estádio Ljudski vrt         | 12.435     | 12 (1996-97, 1997-98, 1998-99, 1999-2000, 2000-01, 2001-02, 2002-03, 2008-09, 2010-11, 2012-13, 2011-12, 2012-13, 2014-15) | 25            |
| Koper       | Koper       | Litoral-Kras      | Oitavo Lugar                                                            | Estádio Bonifika            | 4.047      | 1 (2009-10) | 23            |
| Domžale     | Domžale     | Eslovénia Central | Terceiro Lugar                                                          | Parque Desportivo Domžale   | 3.212      | 2 (2006-07, 2007-08) | 18            |
| Rudar       | Velenje     | Savinjska         | Sétimo Lugar                                                            | Estádio Municipal Ob Jezeru | 1.400      | 0 (não possui) | 22            |
| NK Olimpija | Liubliana   | Eslovénia Central | Campeão                                                                 | Parque Desportivo Stožice   | 16.038     | 1 (2015-16) | 8             |
| Krško       | Krško       | Baixo Posavje     | Sexto Lugar                                                             | Estádio Matija Gubec        | 1.470      | 0 (não possui) | 2             |
| Aluminij    | Kidričevo   | Podravska         | Acesso pelo Campeonato Esloveno de Futebol de 2015-16 - Segunda Divisão | Parque Desportivo Aluminij  | 532        | 0 (não possui) | 2             |
| Radomlje    | Domžale     | Eslovénia Central | Acesso pelo Campeonato Esloveno de Futebol de 2015-16 - Segunda Divisão | Parque Desportivo Domžale   | 3.212      | 0 (não possui) | 2             |

## Campeonato

### Primeira metade (1ª a 18ª rodada)[4]

#### Jogos
| X        | ALU | CEL | DOM | GOR | KOP | KRS | MAR | OLI | RAD | RUD |
| -------- | --- | --- | --- | --- | --- | --- | --- | --- | --- | --- |
| Aluminij | X   | 2-4 | 0-4 | 0-0 | 0-0 | 3-0 | 0-0 | 0-3 | 2-1 | 0-3 |
| Celje    | 1-0 | X   | 2-1 | 1-0 | 1-1 | 0-3 | 0-3 | 0-1 | 0-0 | 4-0 |
| Domžale  | 2-0 | 2-1 | X   | 5-0 | 2-0 | 5-0 | 2-2 | 1-3 | 2-0 | 3-1 |
| Gorica   | 2-0 | 0-1 | 3-1 | X   | 1-1 | 1-1 | 2-1 | 1-1 | 2-1 | 1-3 |
| Koper    | 1-0 | 2-1 | 1-3 | 0-0 | X   | 1-0 | 1-2 | 1-2 | 3-0 | 1-4 |
| Krško    | 2-2 | 1-0 | 1-1 | 1-0 | 0-0 | X   | 1-2 | 1-2 | 1-1 | 1-0 |
| Maribor  | 0-2 | 2-0 | 3-1 | 1-0 | 1-0 | 4-0 | X   | 1-1 | 4-0 | 2-0 |
| Olimpija | 3-0 | 1-0 | 1-0 | 1-0 | 0-1 | 3-1 | 1-3 | X   | 2-0 | 0-2 |
| Radomlje | 2-2 | 0-3 | 0-5 | 2-4 | 1-3 | 2-2 | 0-3 | 0-2 | X   | 2-2 |
| Rudar    | 0-0 | 1-3 | 0-2 | 1-2 | 2-0 | 1-1 | 1-1 | 0-0 | 2-0 | X   |

#### Classificação
| Pos | Equipe             | J | V | E | D | GP | GC | SG | PG | Qualificação ou rebaixamento                                  |
| --- | ------------------ | - | - | - | - | -- | -- | -- | -- | ------------------------------------------------------------- |
| 1   | Maribor            |   |   |   |   |    |    |    |    | Qualificação para Champions League (segunda pré-eliminatória) |
| 2   | Olimpija Ljubljana |   |   |   |   |    |    |    |    | Qualificação para Europa League (Primeira pré-eliminatória)   |
| 3   | Domžale            |   |   |   |   |    |    |    |    | Qualificação para Europa League (Primeira pré-eliminatória)   |
| 4   | Celje              |   |   |   |   |    |    |    |    |                                                               |
| 5   | Gorica             |   |   |   |   |    |    |    |    |                                                               |
| 6   | Koper              |   |   |   |   |    |    |    |    |                                                               |
| 7   | Rudar Velenje      |   |   |   |   |    |    |    |    |                                                               |
| 8   | Krško              |   |   |   |   |    |    |    |    |                                                               |
| 9   | Aluminij           |   |   |   |   |    |    |    |    | Qualificação para Play-offs de Rebaixamento                   |
| 10  | Radomlje           |   |   |   |   |    |    |    |    | Rebaixado para a Segunda Divisão                              |

### Segunda metade (19ª a 36ª rodada)

#### Jogos
| X        | ALU | CEL | DOM | GOR | KOP | KRS | MAR | OLI | RAD | RUD |
| -------- | --- | --- | --- | --- | --- | --- | --- | --- | --- | --- |
| Aluminij | X   | 2-1 | 0-0 | 1-2 | 2-2 | 1-1 | 3-1 | 2-1 | 3-1 | 3-0 |
| Celje    | 1-0 | X   | 1-1 | 1-1 | 2-2 | 1-2 | 1-1 | 1-1 | 1-0 | 1-1 |
| Domžale  | 2-1 | 1-4 | X   | 1-1 | 0-1 | 5-3 | 3-2 | 1-0 | 0-2 | 3-0 |
| Gorica   | 3-0 | 1-1 | 3-1 | X   | 0-0 | 0-0 | 2-4 | 1-0 | 1-1 | 2-1 |
| Koper    | 1-0 | 1-1 | 3-0 |     | X   | 0-2 | 2-2 | 1-1 | 4-1 | 1-0 |
| Krško    | 1-1 | 2-3 | 0-0 | 1-2 | 1-1 | X   | 1-1 | 0-1 | 2-0 | 1-2 |
| Maribor  | 4-1 | 0-2 | 1-0 | 2-2 | 4-0 |     | X   | 1-0 | 1-0 | 1-0 |
| Olimpija | 1-0 | 2-1 | 3-1 | 1-2 | 1-1 | 1-1 | 0-0 | X   | 1-1 | 2-4 |
| Radomlje | 0-3 | 0-1 | 1-1 | 1-2 | 0-4 | 0-2 | 1-1 | 1-4 | X   | 1-5 |
| Rudar    | 2-2 | 1-2 | 1-1 | 1-3 | 2-2 | 2-2 | 0-1 | 4-2 |     | X   |

#### Classificação
| Pos | Equipe             | J | V | E | D | GP | GC | SG | PG | Qualificação ou rebaixamento                                  |
| --- | ------------------ | - | - | - | - | -- | -- | -- | -- | ------------------------------------------------------------- |
| 1   | Maribor            |   |   |   |   |    |    |    |    | Qualificação para Champions League (segunda pré-eliminatória) |
| 2   | Olimpija Ljubljana |   |   |   |   |    |    |    |    | Qualificação para Europa League (Primeira pré-eliminatória)   |
| 3   | Domžale            |   |   |   |   |    |    |    |    | Qualificação para Europa League (Primeira pré-eliminatória)   |
| 4   | Gorica             |   |   |   |   |    |    |    |    |                                                               |
| 5   | Koper              |   |   |   |   |    |    |    |    |                                                               |
| 6   | Celje              |   |   |   |   |    |    |    |    |                                                               |
| 7   | Rudar Velenje      |   |   |   |   |    |    |    |    |                                                               |
| 8   | Krško              |   |   |   |   |    |    |    |    |                                                               |
| 9   | Aluminij           |   |   |   |   |    |    |    |    | Qualificação para Play-offs de Rebaixamento                   |
| 10  | Radomlje           |   |   |   |   |    |    |    |    | Rebaixado para a Segunda Divisão                              |

## Classificação Geral
| Pos | Equipe             | J  | V  | E  | D  | GP | GC | SG  | PG | Qualificação ou rebaixamento                                  |
| --- | ------------------ | -- | -- | -- | -- | -- | -- | --- | -- | ------------------------------------------------------------- |
| 1   | Maribor            | 36 | 21 | 10 | 5  | 63 | 30 | +33 | 73 | Qualificação para Champions League (segunda pré-eliminatória) |
| 2   | Gorica             | 36 | 16 | 12 | 8  | 48 | 39 | +9  | 60 | Qualificação para Europa League (Primeira pré-eliminatória)   |
| 3   | Olimpija Ljubljana | 36 | 17 | 9  | 10 | 49 | 35 | +14 | 60 | Qualificação para Europa League (Primeira pré-eliminatória)   |
| 4   | Domžale            | 36 | 16 | 8  | 12 | 63 | 45 | +18 | 56 |                                                               |
| 5   | Celje              | 36 | 15 | 10 | 11 | 48 | 39 | +9  | 55 |                                                               |
| 6   | Koper              | 36 | 12 | 14 | 10 | 43 | 40 | +3  | 50 |                                                               |
| 7   | Rudar Velenje      | 36 | 10 | 11 | 15 | 49 | 53 | -4  | 41 |                                                               |
| 8   | Krško              | 36 | 8  | 15 | 13 | 39 | 50 | -11 | 39 |                                                               |
| 9   | Aluminij           | 36 | 9  | 11 | 16 | 38 | 52 | -14 | 28 | Qualificação para Play-offs de Rebaixamento                   |
| 10  | Radomlje           | 36 | 1  | 10 | 25 | 23 | 80 | -57 | 13 | Rebaixado para a Segunda Divisão                              |

## Campeão
| Campeão Esloveno 2017-18               |
| -------------------------------------- |
| Maribor (Maribor) (14º título) Campeão |